# Enchente em Tubarão em 1974

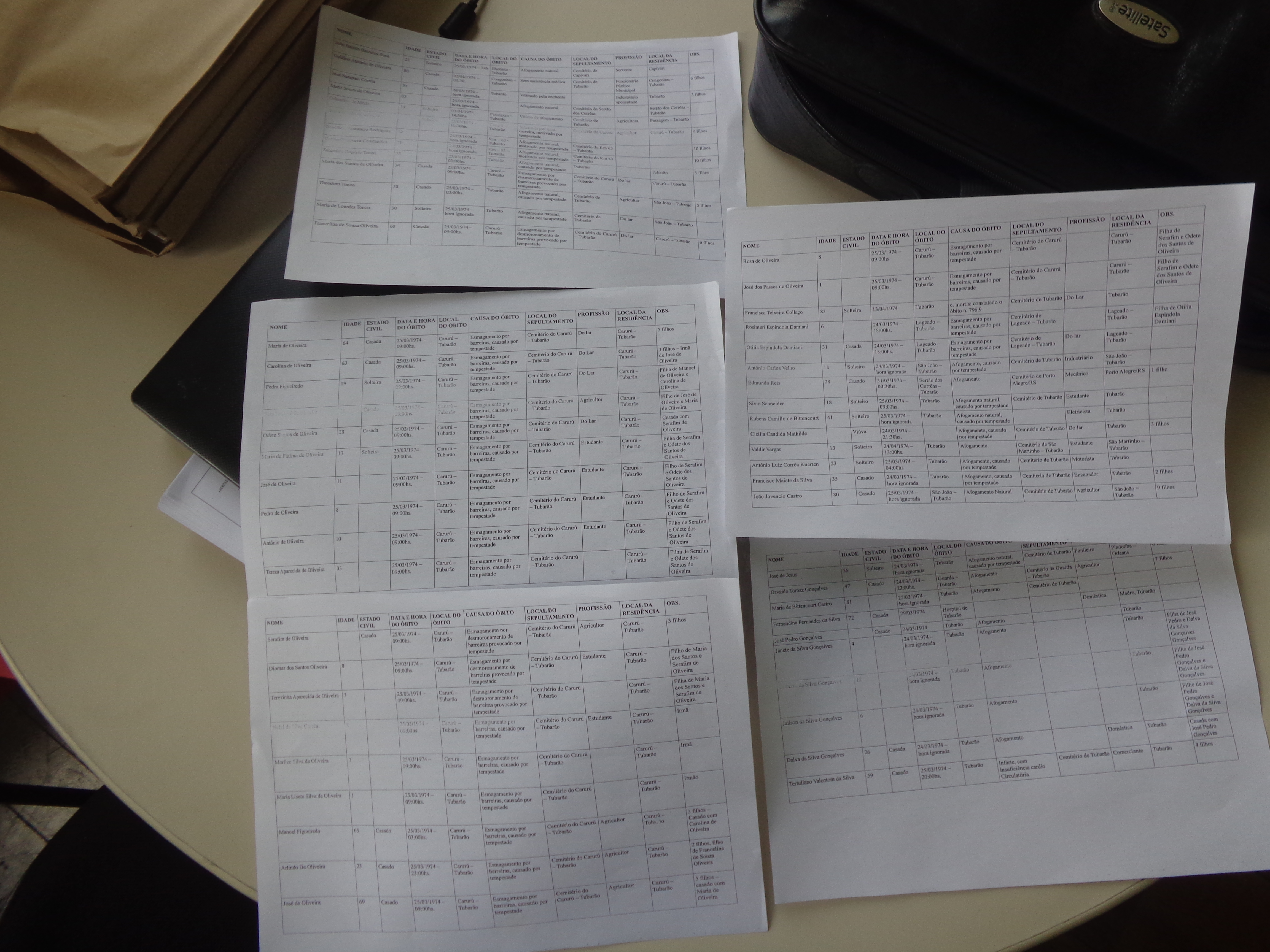
Lista das cópias das certidões de óbito da enchente em Tubarão em 1974 depositadas no Arquivo Público e Histórico Amadio Vettoretti

A enchente de 1974 foi a maior enchente do século XX registrada na cidade de Tubarão, Santa Catarina. A enchente do Rio Tubarão ocorreu em 24 de março de 1974. No dia 22, sexta-feira, as chuvas da tarde foram mais intensas nos costões da Serra Geral, aumentando sensivelmente o volume dos rios, alagando as áreas baixas. A vila Presidente Médici foi o primeiro bairro a ser atingido. No sábado, dia 23, a prefeitura e o Corpo de Bombeiros haviam se mobilizado para socorrer a população dos bairros mais alagados. A Rádio Tubá prestava serviço de informações, alertando a população. As escolas dispensaram os alunos. À tarde a chuva caía forte e ininterrupta. Já havia muitos desabrigados. Várias pessoas estavam deixando suas casas, deslocando-se para lugares mais elevados, como por exemplo o morro da catedral. Mas alguns moradores permaneceram em suas casas, sem acreditar que a água fosse além do que estavam vendo.
Uma multidão espreitava nas margens do rio, que via seu nível subir rapidamente. Por volta das 18 horas a ponte pênsil foi tragada, e a partir daquele momento as águas invadiram o centro comercial. O bairro Oficinas e a margem esquerda foram tomados pela água, em níveis variando de 20 centímetros a 1 metro. 
No dia 24 de março os bairros continuavam alagados, mas o nível do rio estava estabilizado. No fim da tarde a chuva voltou com a mesma intensidade da noite anterior. A noite de domingo foi dramática para os moradores das áreas pouco inundadas na noite de sábado, que sentiram repentinamente a água invadindo suas casas e crescendo com forte correnteza. Muitos dormiam e acordaram com os pés na água. Muitos subiram para o forro da casa, e deste para o telhado. Alguns, na tentativa de se salvar, morreram, e outros foram levados junto com sua casa. Às 9 horas a energia elétrica foi interrompida, os telefones já estavam mudos. A cidade ficou sem comunicação, isolada. Ao clarear do dia de segunda-feira a chuva continuava intensa. Um único helicóptero fazia o trabalho de salvamento. Sobrevoava as casas, cujos telhados apareciam, e nos quais se agitavam, desesperadamente, panos de todas as cores.

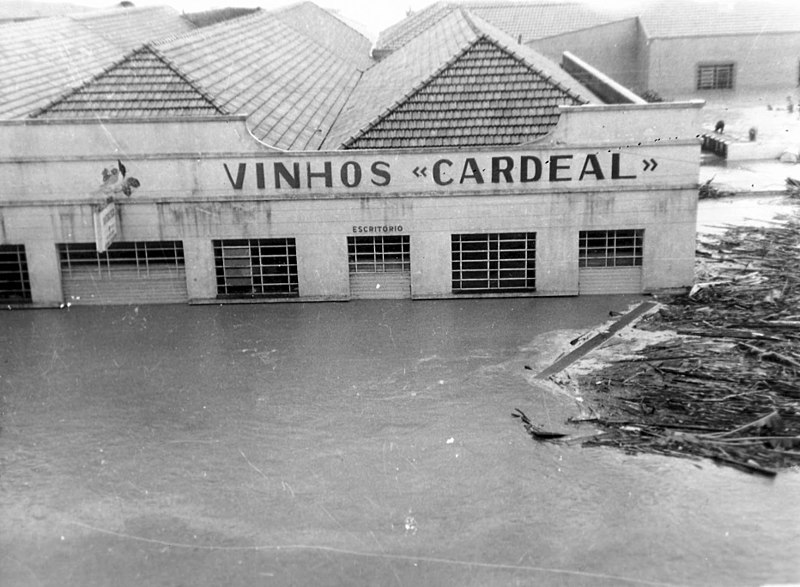
Vinhos Cardeal em 1974. Margem esquerda do rio Tubarão, Avenida Expedicionário José Pedro Coelho, próximo à ponte Nereu Ramos. O nível d'água está quase na altura máxima da parede de pedra, a ponto de alcançar as janelas!

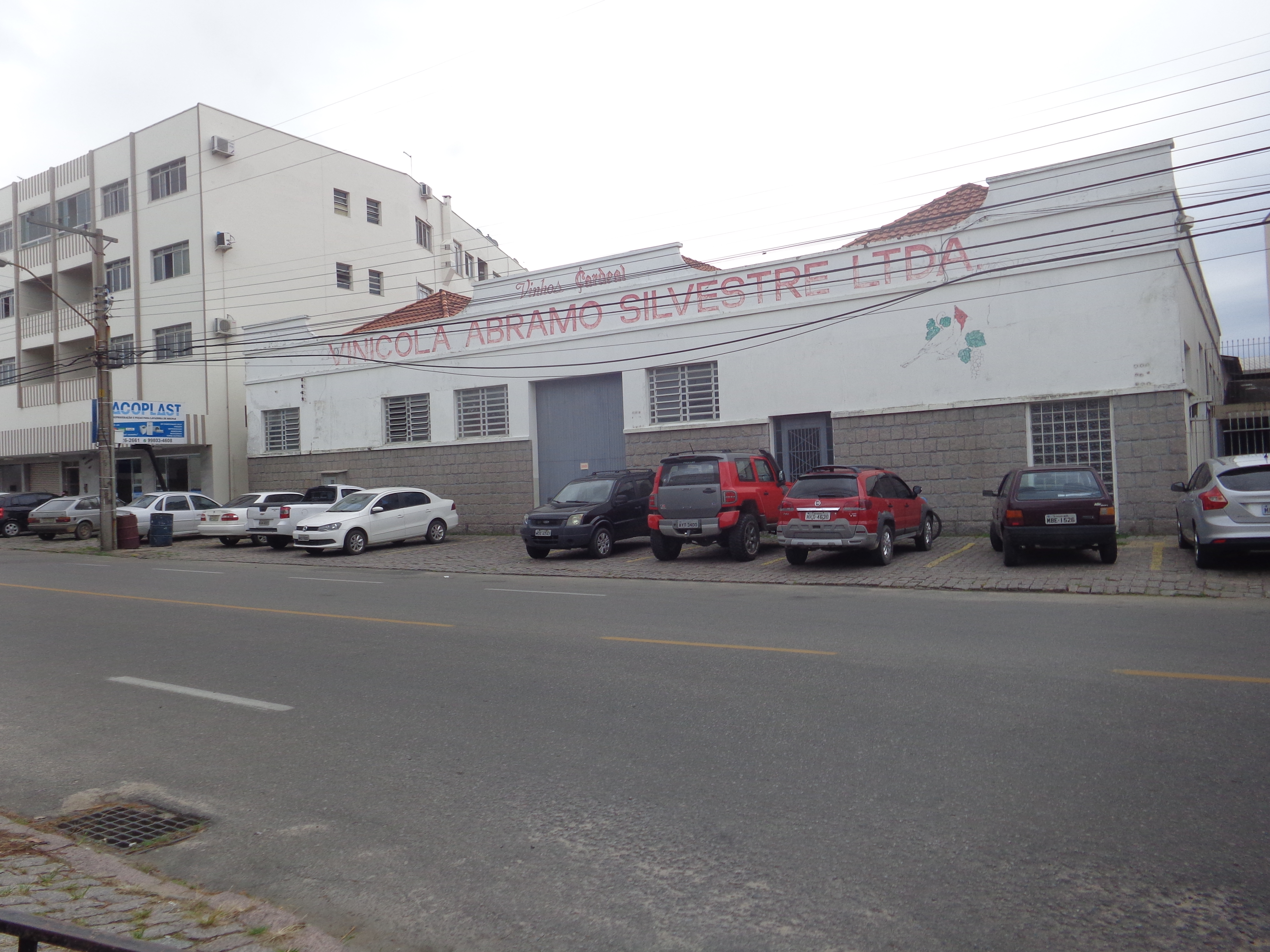
Vinhos Cardeal em 2018. O nível atingido pelas águas barrentas na parede frontal é simbolicamente destacado pela parede de pedra (comparar com a imagem acima). Todos os automóveis estacionados estão abaixo deste nível!

As residências no morro da catedral recebiam toda a espécie de flagelados em desespero. Não havia alimentos para todos, por isso aconteceu um saque aos Supermercados Angeloni e o extinto Cobal.
No Colégio Gallotti um grupo de professores se organizou e se dirigiu ao vizinho supermercado Carradore (que não existe mais) e requisitaram alimentos para os refugiados daquele estabelecimento de ensino.
No dia 27 de março o sol despertou radiante. As águas do rio Tubarão começaram a baixar, deixando atrás de si uma camada de lama que variava com espessura de 30 centímetros a 1,20 metro. As ruas se apresentavam com enormes buracos, entulhadas de lama, madeiras e restos dos destroços das casas demolidas.

## Mortes
Entre as informações desencontradas, oficialmente são registradas 199 mortes. Não existe uma lista oficial com a identificação dos mortos. No Arquivo Público e Histórico Amadio Vettoretti estão depositados os registros de 58 certidões de óbitos decorrentes da enchente.

### Registros da enchente de 1974
- Placa na parede frontal da ótica Zumblick, rua Coronel Collaço, registrando o nível atingido pelas águas do Rio Tubarão.
- Placa na parede da bomba d'água dos galpões que pertenciam à Souza Cruz, hoje Farol Shopping, rua Lauro Müller, próximo ao portão dos fundos do Shopping, mostrando o nível atingido naquele local.
- E também no Museu Willy Zumblick na praça Sete de Setembro, que conta ainda com fotos e registros da enchente de 1974.

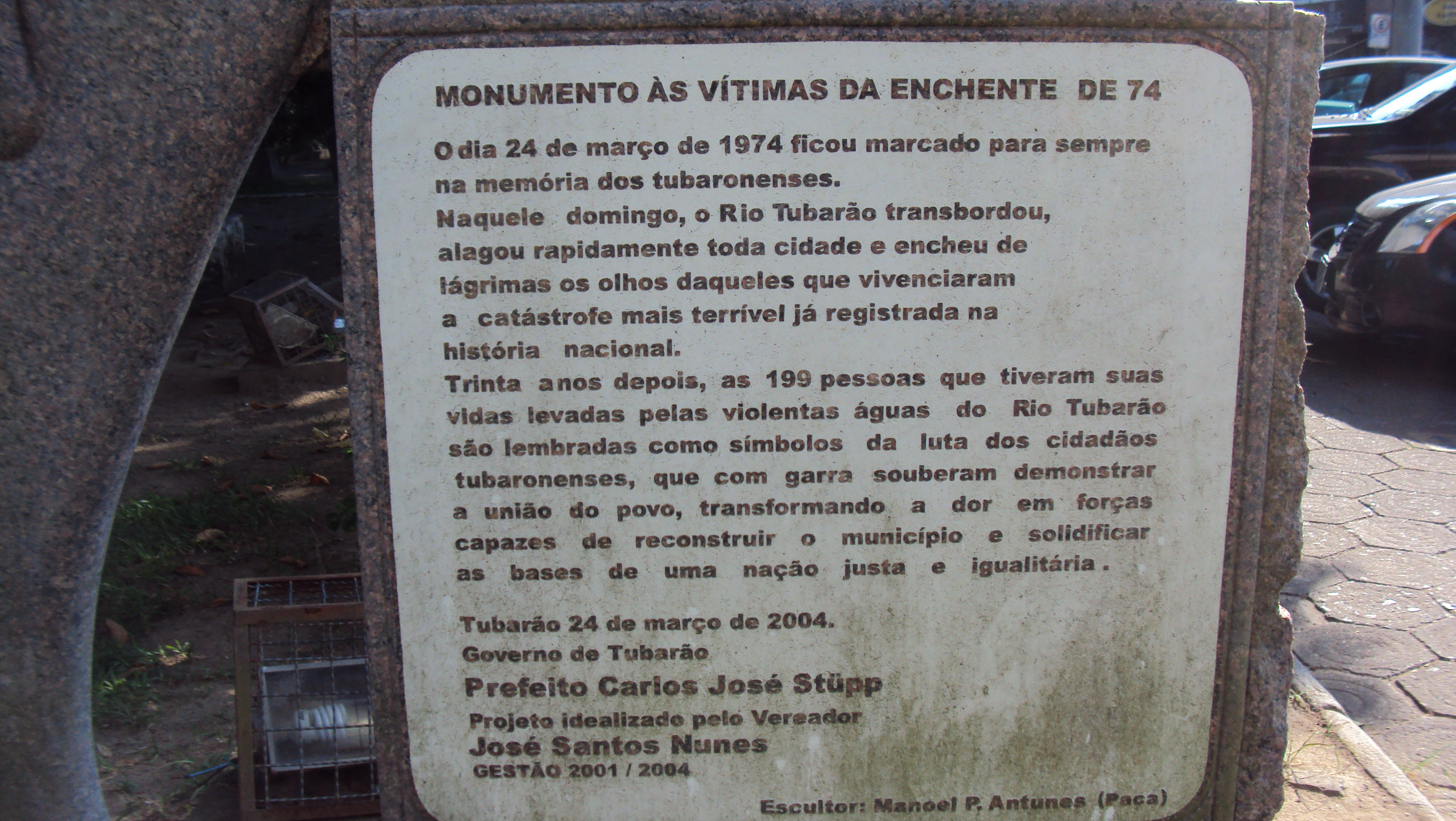
Monumento às vítimas da enchente de 1974
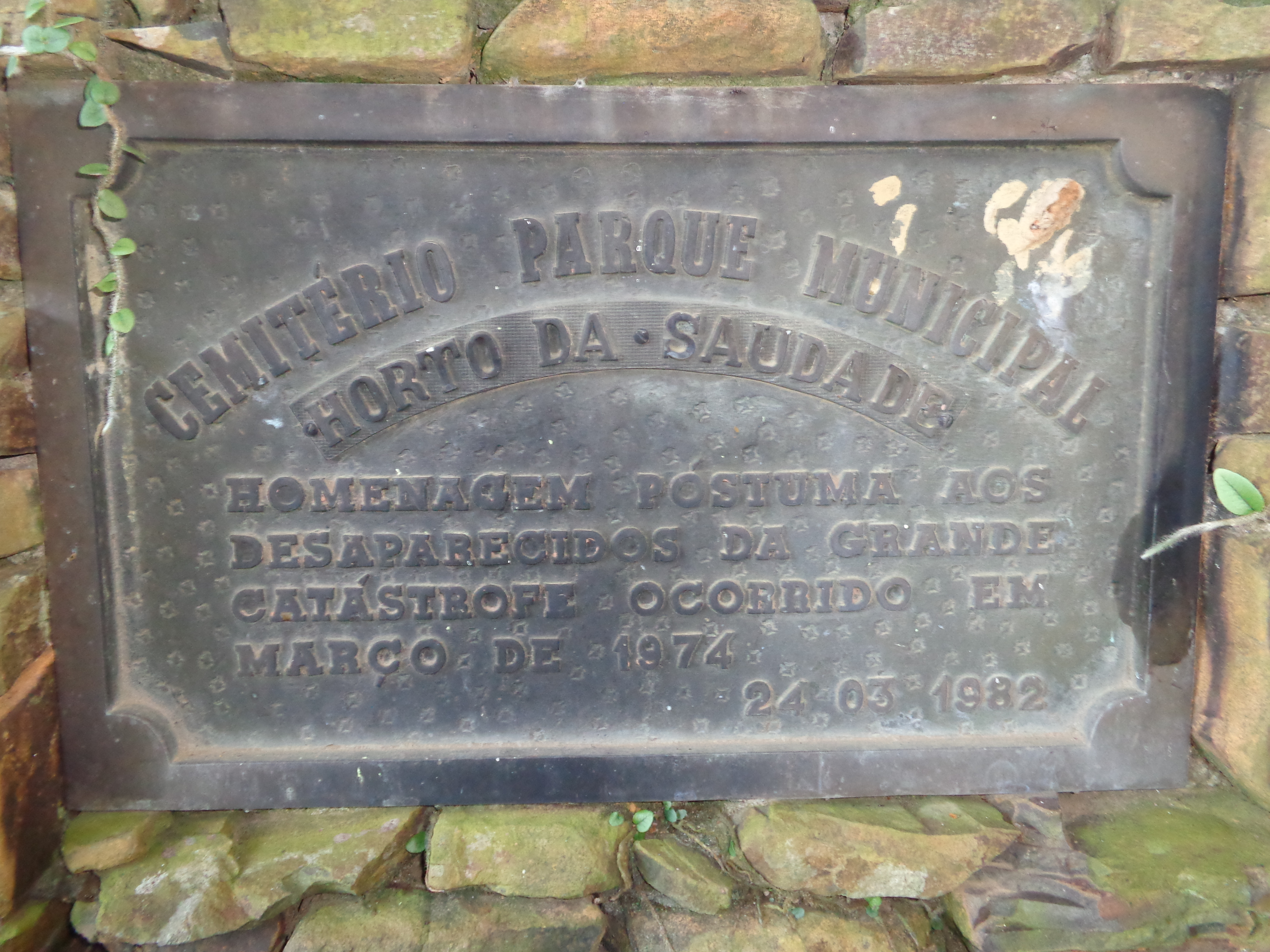
Monumento em lembrança aos mortos da enchente de 1974 no Cemitério Horto dos Ipês